# مگان رومانو

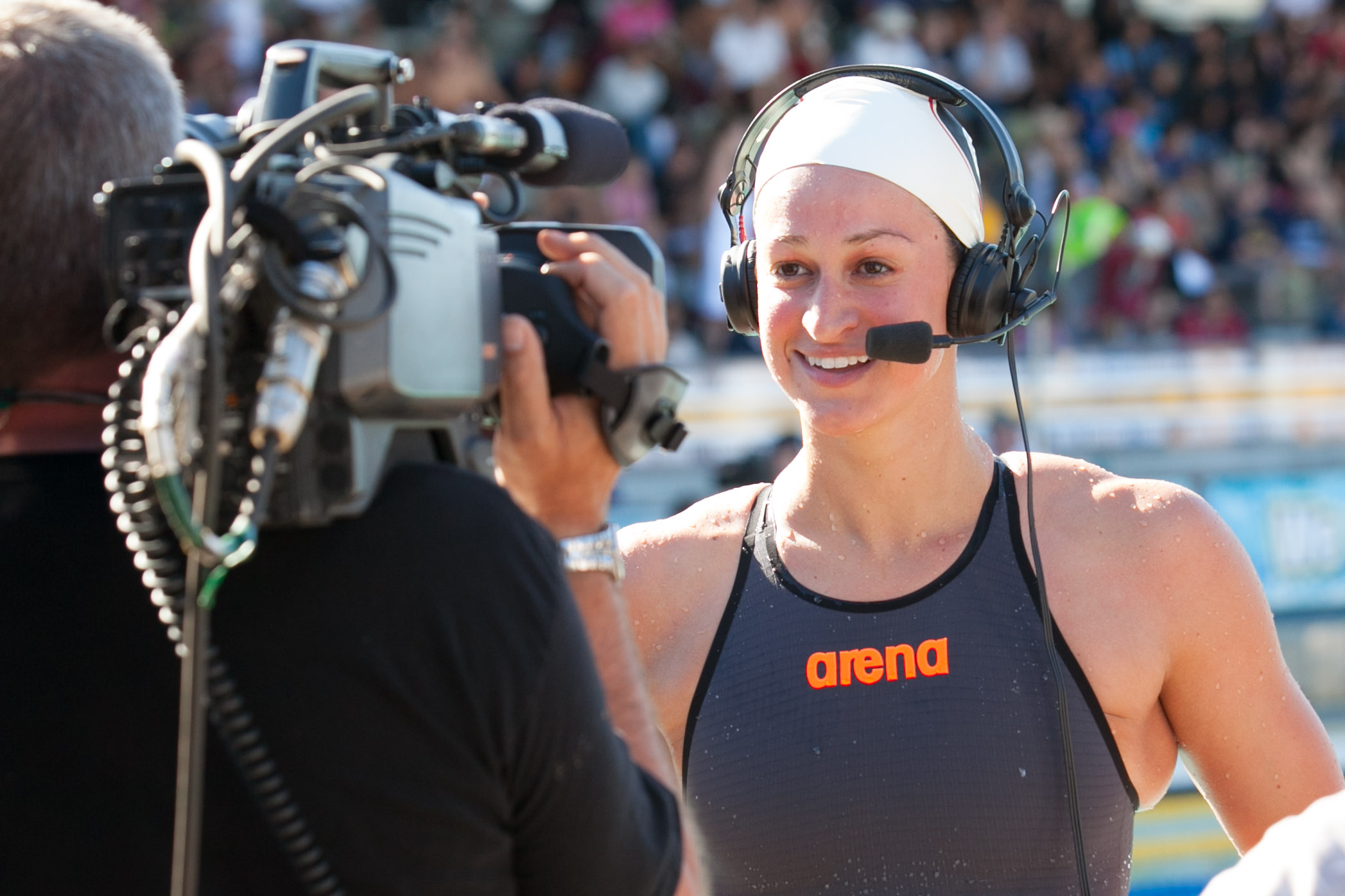
مگان شناگر آمریکایی

مگان رومانو (به انگلیسی: Megan Romano) (زادهٔ ۲ فوریهٔ ۱۹۹۱) شناگر اهل ایالات متحده آمریکا است.